# Orthotrichum citrinum
Orthotrichum citrinum là một loài rêu trong họ Orthotrichaceae. Loài này được Austin mô tả khoa học đầu tiên năm 1870.